# Dalva de Oliveira
Vicentina de Paula Oliveira, mais conhecida como Dalva de Oliveira (Itirapina, 5 de maio de 1917 — Rio de Janeiro, 30 de agosto de 1972), foi uma consagrada cantora e compositora brasileira, de ascendência portuguesa, sendo considerada uma das mais importantes cantoras do Brasil e dona de uma voz poderosa, marcando época como intérprete.

## Biografia
Nascida em 5 de maio de 1917, em uma família humilde na cidade de Rio Claro, São Paulo, era filha de um carpinteiro mulato chamado Mário de Paula Oliveira, conhecido como Mário Carioca, e da portuguesa Alice do Espírito Santo Oliveira. Em 1935, Vicentina de Paula Oliveira mudou-se com a família para o Rio de Janeiro, em busca de uma vida melhor. Frequentava o Cine Pátria, onde conheceu seu primeiro namorado, Herivelto Martins, que formava ao lado de Francisco Sena o dueto Preto e Branco; foi terminado o dueto e nascia o Trio de Ouro. Iniciaram um namoro e, em 1936, com um ano de namoro, Dalva protagonizou um escândalo familiar, pois saiu de casa solteira, para viver com o namorado, ainda oficialmente casado: Os dois alugaram uma casa e iniciaram uma convivência conjugal. Herivelto ainda era casado no civil com sua ex-esposa, e a união deles só pôde ser regularizada em 1937, quando saiu o desquite dele. O matrimônio foi realizado somente no cartório, e comemorado em um ritual de umbanda, na praia, já que esta era a religião de Herivelto, embora Dalva fosse católica. A união gerou dois filhos: Os cantores Peri Oliveira Martins, o Pery Ribeiro, e Ubiratan Oliveira Martins. A União durou até 1947, quando as constantes brigas, traições, crises violentas de ciúmes e humilhações por parte de Herivelto deram fim ao casamento. Matérias mentirosas que difamavam a moral de Dalva, alegando que ela traía o marido e participava de festas imorais, foram publicadas por Herivelto, com a ajuda do jornalista David Nasser no "Diário da Noite". Por ser cantora, sempre era apontada como detentora de moral duvidosa, e sua profissão pesou nas acusações mentirosas. Estes escândalos forjados fizeram com que o conselho tutelar mandasse Peri e Ubiratan para um internato, alegando que a mãe não possuía uma boa conduta moral para criar os filhos, o que a fez entrar em desespero e depressão, aumentando as brigas entre o ex-casal. Os meninos só podiam visitar os pais em datas festivas e fins de semana, e só poderiam sair de lá definitivamente com dezoito anos. Dalva lutou muito pela guarda dos filhos e sofreu bastante por isso. Em 1949 Dalva e Herivelto oficializaram a separação, se desquitando, já que o divórcio ainda não existia no Brasil. Em 1952, depois de se consagrar mais uma vez na música mundial e eleita "Rainha do Rádio" de 1951, Dalva de Oliveira resolve excursionar pela Argentina, para conhecer o país e cantar em Buenos Aires. Nessa ocasião conhece Alberto Vicente Climent, o Tito, que se torna primeiro seu amigo, depois seu empresário e mais tarde, seu segundo marido, quando Dalva se mudou para Buenos Aires, indo morar na casa do companheiro, antes da união oficial. Dalva, apesar de não querer mais ter filhos por conta de sua carreira, que tomava muito seu tempo, acabou tendo desejo de ter uma filha. Então, em 05 de setembro de 1954, nasce Dalva Lúcia Climent. Segundo os filhos de Dalva e Herivelto, Pery e Ubiratan, na verdade Dalva Lúcia teria sido adotada pelos pais em Buenos Aires (o que seria tecnicamente inviável pois para voltarem com a filha pro Brasil, ela precisaria ter sua certidão de nascimento, sobrando apenas a hipótese de ser filha legítima de Dalva ou ter sido adotada no Brasil). Dalva e Tito, após dois anos morando juntos, casaram-se oficialmente em um cartório na Argentina, e viveram juntos por alguns anos. No começo, a união era feliz e estável, e criavam a filha com muito amor e dedicação. Após mais de quatro anos de casamento, o casal passou a viver brigando, também por conta da carreira de Dalva, que vivia viajando, e de seus filhos, a quem constantemente visitava no Brasil, o que desagradava o marido, que queria que ela deixasse para trás sua carreira e seu passado no Brasil, para viver exclusivamente para ele e para a criação da filha, mas Dalva jamais aceitou esta imposição. Dalva também era uma mulher simples e querida por todos, fazendo amizade com facilidade, mas Tito queria uma mulher fina e cheia de requintes, sempre pronta para atender a todos em cima do salto. Essa grande diferença de temperamentos, que culminou em muitas brigas e humilhações, pôs fim à união do casal no início dos anos 1960. Dalva se mudou para o Brasil, mais especificamente para o Rio, com a filha, de volta para sua casa, mas no mesmo ano, Tito entrou na justiça pedindo a guarda da menina, e Dalva voltou para Buenos Aires, onde entrou em processo contra o marido. Para manter o processo até o fim, Dalva deixou sua carreira no Brasil e passou a morar com a filha em Buenos Aires até a decretação da sentença do juiz. Dalva e Tito passam a brigar muito pela guarda da criança, com brigas verbais e mútuas acusações, mas Tito acabou usando as mesmas provas que Herivelto utilizou: As notícias mentirosas em jornais a respeito da moral duvidosa da cantora. Muito triste e infeliz, perdeu a guarda de sua menina e voltou sozinha para o Brasil.

Ela retomou sua carreira, fazendo mais sucesso que nunca. Em 1963, já há alguns anos separados, a separação oficial finalmente é concedida pelo juiz, já que casamento entre estrangeiros, na época, havia demora para protocolar o divórcio. Dalva de Oliveira volta a Buenos Aires para assinar os papéis e se divorcia de Tito, voltando logo em seguida para o Brasil. Seus pequenos momentos de felicidade ocorriam quando seus três filhos a visitavam nas férias escolares de janeiro. Iam visitar a mãe no Rio de Janeiro, e passavam um mês com Dalva, em sua mansão. A cantora cancelava todos os shows do mês para ficar com os filhos. Seu desejo era poder viver com os três, sempre juntos, um sonho que não pôde realizar. Os anos se passaram. Dalva vivia sozinha em sua mansão, e já havia se acostumado com a solidão. 

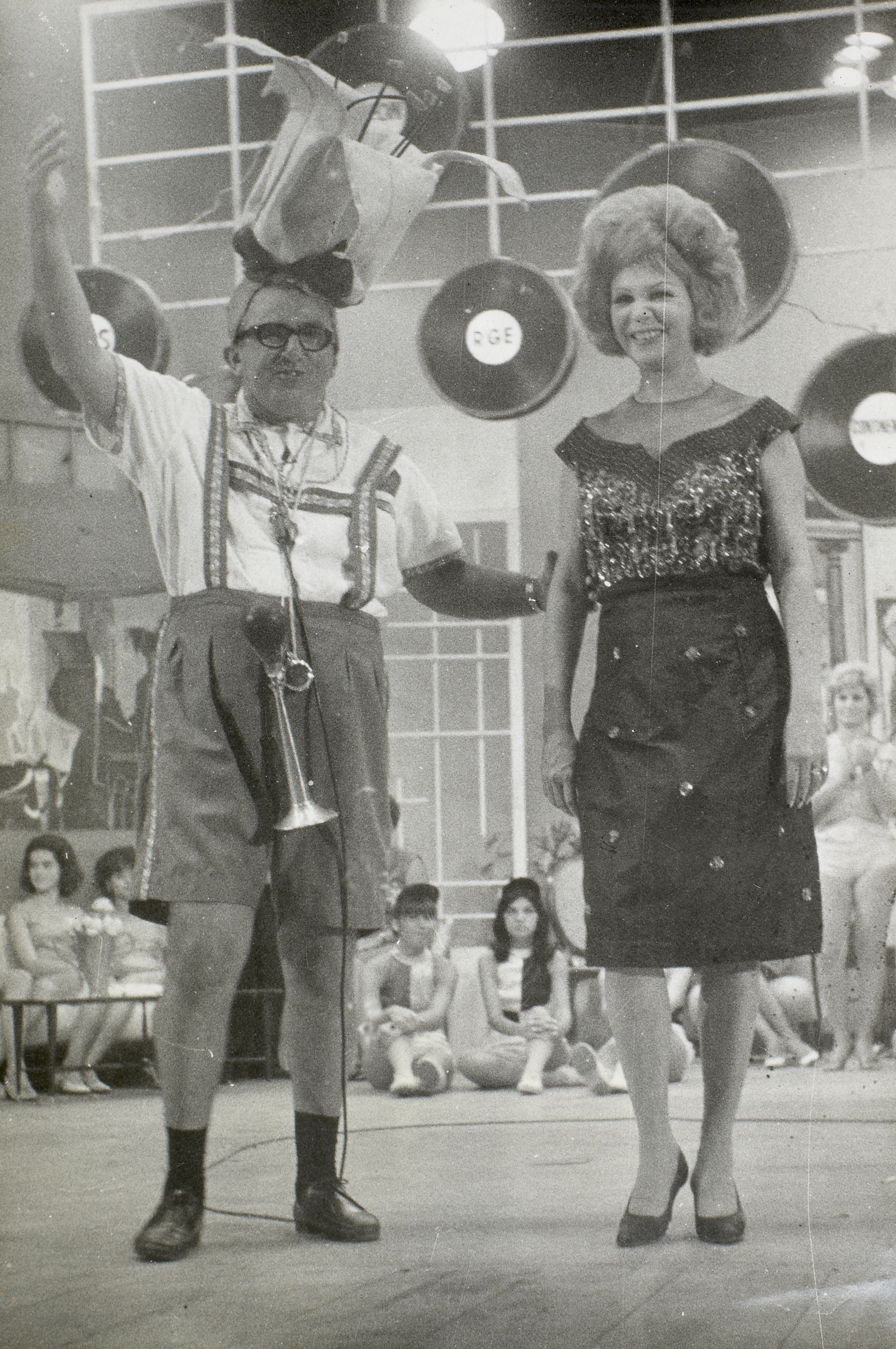
Dalva de Oliveira na Discoteca do Chacrinha

Para compensar a tristeza, passou a beber e fumar compulsivamente. Neste período, teve alguns namorados, como cantores e atores, mas eram relacionamentos sem compromisso, que duravam geralmente uma noite ou poucos meses, pois não queria se apegar a ninguém, pois não pretendia casar-se novamente, apenas viver a vida com homens que a atraíssem, e nenhum deles havia despertado algo além de paixão momentânea. Também não tinha tempo de dedicar-se a um relacionamento pois viajava o mundo em turnês musicais. Estava concentrada em sua carreira e fazendo mais sucesso ainda, quando, sem estar a procura, ela conhece Manuel Nuno Carpinteiro, um homem vinte anos mais jovem, por quem se apaixonou perdidamente, e com quem redescobriu o amor: Com poucos meses de namoro, ele foi morar na sua casa. Com alguns anos juntos, se casaram oficialmente, e este fora seu terceiro e último marido. Ao assumir o namoro, foi alvo de muitos preconceitos, pela grande diferença de idade, mas Dalva não ouviu os outros, e escutou a voz de seu coração, seguindo os passos da felicidade.
Em 19 de agosto de 1965, Dalva e Manuel, que na época ainda era seu namorado havia pouco tempo, sofreram um grave acidente: Ele dirigia o veículo, onde acredita-se que havia ocorrido uma discussão por ciúmes, e haviam bebido muito, quando Manuel perdeu o controle, atropelando e matando 4 pessoas. Dalva ficou em coma durante alguns dias, teve afundamento no maxilar esquerdo, bacia fraturada e ficou com uma marca na bochecha que apesar de fazer várias cirurgias, não foi possível voltar suas feições anteriores. Manuel, pensando que Dalva havia morrido, disse que Dalva era quem dirigia, mas ao saber que ela estava bem, acabou confessando que estava realmente dirigindo o carro. Dalva se desesperou ao saber que havia morrido quatro pessoas, tendo que arcar com as indenizações aos familiares das vítimas, assim acumulando dívidas que foram dizimando seu patrimônio pouco a pouco.

## Carreira
De voz brilhante, e bela, considerada a Rainha da Voz ou o rouxinol brasileiro, sua extensão vocal ia do contralto ao soprano.
Em 1937 gravou, junto com a Dupla Preto e Branco, o batuque Itaquari e a marcha Ceci e Peri, ambas do Príncipe Pretinho. O disco foi um sucesso, rendendo várias apresentações nas Rádios. Foi César Ladeira, em seu programa na Rádio Mayrink Veiga, que pela primeira vez anunciou o Trio de Ouro. Em 1949 deixou o trio, quando excursionavam pela Venezuela com a Companhia de Dercy Gonçalves.
Em 1950, retomou a carreira solo, lançando os sambas Tudo acabado (J. Piedade / Osvaldo Martins) e Olhos verdes (Vicente Paiva), e o samba-canção Ave Maria (Vicente Paiva / Jaime Redondo), sendo os dois últimos, grandes sucessos da cantora. No ano seguinte, foi eleita Rainha do Rádio, e excursionou pela Argentina, apresentando-se na Rádio El Mundo, de Buenos Aires, na qual conheceu Tito Climent, que se tornou seu empresário e depois marido, pai de sua filha, como mencionado anteriormente. Ainda em 1951, filmou Maria da praia, dirigido por Paulo Wanderley, e Milagre de amor, dirigido por Moacir Fenelon.
Na primeira versão do filme Branca de Neve e os Sete Anões, produzida pelos estúdios Disney, em 1938, Dalva de Oliveira dublou os diálogos da personagem Branca de Neve. As canções foram interpretadas pela dubladora Maria Clara Tati Jacome.
Dalva realizou mais de 400 gravações e sua voz está em vários coros de discos de Carmen Miranda, Orlando Silva, Francisco Alves, Mário Reis, entre outros.

## Morte
Três dias antes de morrer, Dalva pressentiu o fim e, pela primeira vez, em sua longa agonia de quase três meses, lutando pela vida, falou da morte. Ela tinha um recado para sua melhor amiga, a cantora Dora Lopes, que a acompanhou ao hospital: "Quero ser vestida e maquiada, como o povo se acostumou a me ver. Todos vão parar para me ver passando!". Morreu em 30 de agosto de 1972 na casa de saúde Arnaldo de Morais em Copacabana na presença de seus filhos, Pery Ribeiro, Bily e Gigi. Vítima de uma hemorragia interna causada por um câncer esofágico. Seu corpo está enterrado no Cemitério Jardim da Saudade na Cidade do Rio de Janeiro.

## Legado

### Homenagens
Em 1974, foi homenageada pela escola de samba Acadêmicos de Santa Cruz, com o enredo O Rouxinol da Canção Brasileira. Em 1976, a Escola de Samba Turunas do Riachuelo, de Juiz de Fora, foi tricampeã do carnaval da cidade com o enredo "Estrela Dalva", que foi homenageada de forma não biográfica, sendo o samba antológico na cidade.
Em 1987, a Escola de Samba Imperatriz Leopoldinense levou para a Sapucaí o enredo "Estrela Dalva", sendo último trabalho do carnavalesco Arlindo Rodrigues.
Em sua cidade natal, Rio Claro, existe uma praça em sua homenagem com nome de Dalva de Oliveira, inaugurada em 15 de julho de 2000. No local existe um busto em bronze da cantora. A praça fica localizada na avenida Tancredo Neves com a rua 14, bairro Jardim Claret e também foi inaugurada uma Praça com o seu nome em Irajá, Rio de Janeiro como outra forma de homenagem.
Em 2017, por ocasião do centenário de seu nascimento, foi homenageada com a exposição “Dalva de Oliveira - 100 anos do mito”, no Instituto Cultural Cravo Albin, com curadoria do seu biógrafo Paulo Henrique de Lima. A obra, resultado de oito anos de pesquisa, e que em breve será publicada, já foi destaque nos jornais: O Globo, Folha de S. Paulo e O Tempo.
Em 2018, Dalva volta a ser homenageada na Sapucaí. Desta vez na Unidos do Porto da Pedra, como uma das dez homenageadas do enredo "Rainhas do Rádio - Nas ondas da emoção, o Tigre coroa as Divas da canção!".

### Na cultura popular
Marília Pêra interpretou a cantora no musical A Estrela Dalva, em 1987, no Teatro João Caetano.
Em 2002, o teatrólogo mineiro Pedro Paulo Cava produziu e dirigiu o o espetáculo teatral Estrela Dalva, cujo sucesso rendeu ao elenco de 16 atores viagens, por diversas capitais brasileiras e cidades do interior de Minas Gerais, após quase dois anos em cartaz na capital mineira. Dalva foi interpretada por Rose Brant; Herivelto Martins por Léo Mendonza e Nilo Chagas por Diógenes Carvalho. O espetáculo foi baseado no livro de Renato Borghi e João Elísio Fonseca, e adaptado pelo diretor da peça. O elenco tinha ainda Diorcélio Antônio, Freddy Mozart, Rui Magalhães, Márcia Moreira, Leonardo Scarpelli, Felipe Vasconcelos, Libéria Neves, Jai Baptista, Ivana Fernandes, Patrícia Rodrigues, Meibe Rodrigues, Fabrizio Teixeira e Bianca Xavier. A produção executiva foi de Cássia Cyrino e Luciana Tognolli. Todo o elenco passou por meses de preparação vocal e corporal dando vida e emoção sempre aplaudidos de pé pelo público que lotava as sessões.
Cantoras do Rádio, documentário de 2009 dirigido por Gil Baroni, retrata a "Era de Ouro" do rádio brasileiro.
A vida de Dalva de Oliveira foi retratada em janeiro de 2010, com a minissérie Dalva e Herivelto: uma Canção de Amor, produzida pela Rede Globo. A atriz Adriana Esteves interpretou Dalva, enquanto o ator Fábio Assunção interpretou Herivelto Martins. Por sua atuação, Esteves recebeu o Prêmio Contigo! de TV de melhor atriz de série ou minissérie e foi indicada ao Prêmio Emmy Internacional de melhor atriz. Sua vida foi em vários detalhes, ficcionalizada, além de ser omitida a existência de sua filha Dalva Lúcia, que estava presente no hospital quando a mãe entrou em coma, além da outra irmã, Margarida. Tito Climent, seu segundo marido também foi o omitido e no lugar deste, foi criado o personagem Rick Valdez, assim como Nuno, seu último marido, aparece com o nome de Dorival. A minissérie gerou polêmica, quando a filha de Dalva processou a emissora e tentou impedir a exibição da obra.

## Discografia
| - A Voz Sentimental do Brasil (1953) - Dalva de Oliveira, Roberto Inglês e sua orquestra (1955) - Os Tangos Mais Famosos na Voz de Dalva de Oliveira (1957) - Dalva (1958) - Em Tudo Você (1960) - Tangos (1961) - Dalva de Oliveira (1961) - O Encantamento do Bolero (1962) - Tangos - Volume II (1963) - Rancho da Praça Onze (1965) - La romantica Dalva de Oliveira (1966) - A Cantora do Brasil (1967) - É Tempo de Amar (1968) - Bandeira Branca (1970) | - Grossas Nuvens de Amor (1972) - O Amor É O Ridículo da Vida (1973) - Dalva em Recital no Teatro Senac (1973) - Dalva de Oliveira Especial, Vol. 1 (1982) - Dalva de Oliveira - Série Os Ídolos do Rádio vol. V (1987) - Trio de Ouro (1993) - Saudade… (1994) - Meus Momentos (1994) - Dalva de Oliveira (1995) - A Rainha da Voz (1997) - Dalva de Oliveira e Roberto Inglez e sua Orquestra (2000) - Bis - Dalva de Oliveira (2000) - Canta Dalva (2006) - 100 Anos de Dalva de Oliveira Ao Vivo (2018) |

## Sucessos
- Brasil, Aldo Cabral e Benedito Lacerda (com Francisco Alves) (1939)
- Pedro, Antônio e João, Benedito Lacerda e Oswaldo Santiago (com Regional de Benedito Lacerda e Herivelto Martins) (1939)
- Noites de junho, Alberto Ribeiro e João de Barro (1939)
- Valsa da despedida (Auld lang syne), Robert Burns, versão de Alberto Ribeiro e João de Barro (com Francisco Alves) (1941)
- Segredo, Herivelto Martins e Marino Pinto (1947)
- Errei, sim, Ataulfo Alves (1950)
- Que será?, Marino Pinto e Mário Rossi (1950)
- Sertão de Jequié, Armando Cavalcanti e Klécius Caldas (1950)
- Tudo acabado, J. Piedade e Osvaldo Martins (1950)
- Ave Maria, Jaime Redondo e Vicente Paiva (com Osvaldo Borba e Sua Orquestra) (1951)
- Palhaço, Osvaldo Martins, Washington e Nelson Cavaquinho (1951)
- Zum-zum, Fernando Lobo e Paulo Soledade (1951)
- Estrela-do-mar, Marino Pinto e Paulo Soledade (1952)
- Fim de comédia, Ataulfo Alves (1952)
- Kalu, Humberto Teixeira (1952)
- Confesion, Luis César Amadori e Enrique Santos Discépolo, versão de Lourival Faissal (1956)
- Lencinho querido (El pañuelito), Juan de Dios Filiberto, Gabino Coria Peñaloza, versão de Maugéri Neto (1956)
- Neste mesmo lugar, Armando Cavalcanti e Klécius Caldas (1956)
- Há um Deus (com Tom Jobim ao piano), Lupicínio Rodrigues (1957)
- Minha mãe, música de Lindolfo Gaya sobre poema de Casimiro de Abreu (1959)
- Rancho da Praça XI, Chico Anysio e João Roberto Kelly (1965)
- Máscara negra, Pereira Matos e Zé Kéti (1967)
- Bandeira branca, Laércio Alves e Max Nunes (1970)